# Guilhermino da Silva

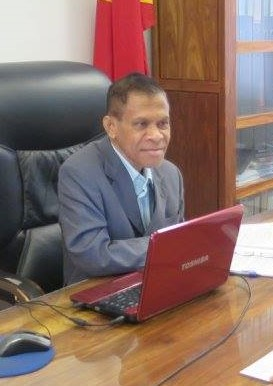
Guilhermino da Silva (2017)

Guilhermino da Silva (* 22. November 1957 in Ainaro, Portugiesisch-Timor; † 3. Oktober 2019 in der Gemeinde Ainaro, Osttimor) war ein osttimoresischer Jurist.

## Werdegang

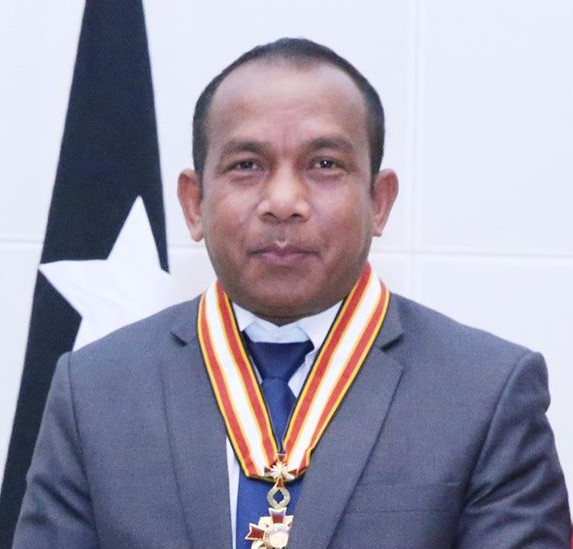
Guilhermino da Silva mit dem Ordem de Timor-Leste (2017)

Silva graduierte in Jura 1991. Ab 2000 war er Richter am Distriktsgericht von Suai (heute Gemeinde Cova Lima). Hier war er bis 2005 Gerichtspräsident. Von 2003 bis 2004 absolvierte Silva einen Kurs am Centro de Estudos Judiciários (deutsch Zentrum für Jurastudien) in Lissabon (Portugal). Dem folgte von 2005 bis 2006 eine Fortbildung am Centro de Formação Jurídica (deutsch Juristisches Trainingszentrum). Ab Juli 2007 war Silva Richter beim Distriktsgericht von Dili. Seit dem 9. September 2011 gehört er dem Tribunal de Recurso de Timor-Leste (tetum Tribunal de Rekursu, deutsch Berufungsgericht) als Richter an.
Silva wurde am 28. Februar 2014 von Staatspräsident Taur Matan Ruak zum Präsidenten des Tribunal de Recurso ernannt, Osttimors höchstem Gericht. Als Präsident des Berufungsgerichts war Silva auch von Amts wegen Präsident des Obersten Rats des Justizwesens. Sein Amt trat er am 3. März an. Er folgte damit Cláudio de Jesus Ximenes (2003–2014). 2015/16 wurde Silva von Maria Natércia Gusmão Pereira zeitweise abgelöst. Silva hatte einen Schlaganfall erlitten und musste zur Weiterbehandlung nach Singapur. Auch danach war Silva sichtlich schwach und seine Mobilität eingeschränkt.
Am 24. April 2017 reichte Silva bei Staatspräsident Taur Matan Ruak aus gesundheitlichen Gründen seinen Rücktritt ein. Maria Natércia Gusmão Pereira übernahm erneut in Vertretung das Amt als Gerichtspräsidentin, bis Deolindo dos Santos am 28. April zum Nachfolger bestimmt wurde.
Am 7. Mai 2017 erhielt Silva den Ordem de Timor-Leste am Band.